# Luces Yehudi
Las luces Yehudi son lámparas de brillo controlado automáticamente colocadas en la parte frontal y en los bordes de ataque de un avión para elevar la luminancia del avión al brillo promedio del cielo, una forma de camuflaje activo que utiliza contrailuminación. Fueron diseñados para camuflar la aeronave evitando que apareciera como un objeto oscuro contra el cielo.
La tecnología fue desarrollada por la Marina de los EE. UU. a partir de 1943 para permitir que un avión de búsqueda marítima se aproximara a un submarino en la superficie "a 30 segundos del tiempo de vuelo" antes de volverse visible para la tripulación del submarino. Esto, a su vez, permitió que el avión atacara al submarino con cargas de profundidad antes de que pudiera sumergirse, para contrarrestar la amenaza de los submarinos alemanes a los barcos aliados. El concepto se basó en una investigación anterior realizada por la Marina Real Canadiense en su proyecto de camuflaje con iluminación difusa.
Las luces Yehudi no fueron empleadas durante el conflicto bélico y se volvieron obsoletas a causa del desarrollo del radar en la posguerra. Sin embargo, con los avances en la tecnología de sigilo en la década de 1970, su relevancia resurgió.

## Etimología
Un documento del Comité Nacional de Investigación de Defensa de Estados Unidos, que aborda la historia del proyecto, aclara en una nota al pie que el término "Yehudi" en el argot de la época se refería a "el hombrecillo que no estaba presente". La jerga podría referirse a la conocida frase y canción "¿Quién es Yehudi?" o "¿Quién es Yehoodi?". Se dice que este eslogan surgió cuando el violinista Yehudi Menuhin fue invitado al célebre programa de radio de Bob Hope. Durante la emisión, su compañero Jerry Colonna, al encontrar el nombre divertido, preguntó repetidamente "¿Quién es Yehudi?". Colonna continuó utilizando este chiste en episodios posteriores, incluso en ausencia de Menuhin, lo que convirtió "Yehudi" en una referencia de jerga ampliamente reconocida a finales de la década de 1930 para describir a una persona que se encuentra misteriosamente ausente.

## Orígenes canadienses

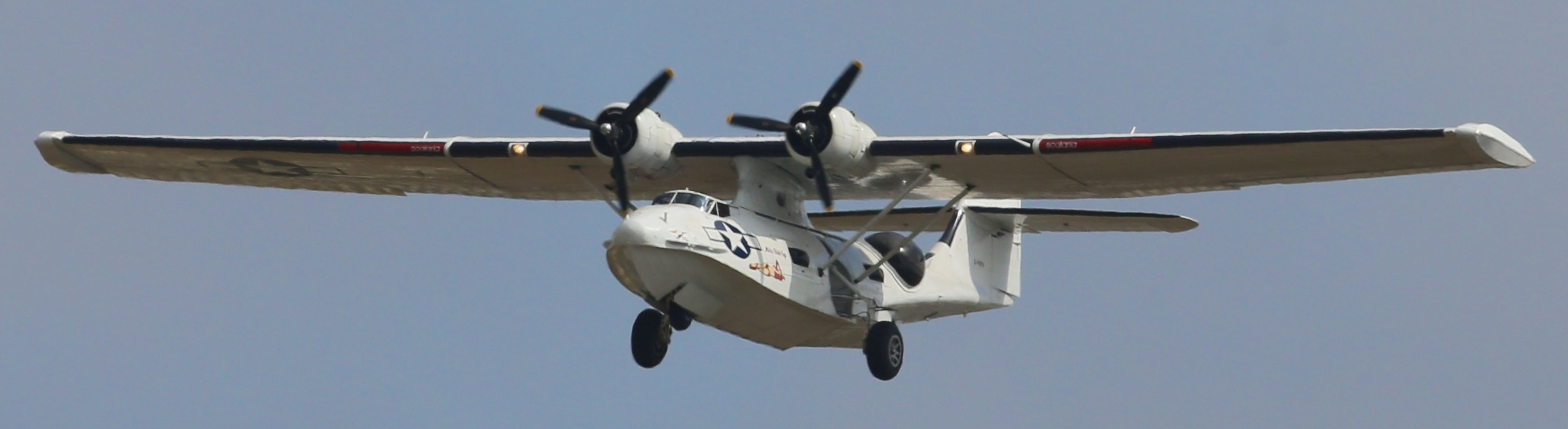
Una patrulla marítima Catalina, pintada de blanco, lo más brillante posible para minimizar la visibilidad contra el cielo, todavía parece mayormente oscura. Las luces Yehudi se adaptan mejor al brillo generando luz.

El uso de luces Yehudi para camuflar aeronaves haciendo coincidir su luminancia con el cielo de fondo fue desarrollado, en parte, por el Proyecto Yehudi de la Marina de los EE. UU. a partir de 1943, luego de experimentos pioneros en el proyecto canadiense de camuflaje con iluminación difusa para barcos a principios de la Segunda Guerra Mundial. Un profesor canadiense, Edmund Godfrey Burr, se topó casualmente con el principio cuando vio que un avión que iba a aterrizar sobre la nieve de repente desapareció. Se dio cuenta de que la luz reflejada había aumentado su brillo lo suficiente para coincidir con el cielo de fondo.
Los buques contaban con proyectores convencionales instalados en pequeñas plataformas adheridas a sus flancos, orientando los proyectores hacia el interior del costado del navío. La intensidad de la luz se reguló para igualar la luminosidad del cielo. El experimento realizado en Canadá evidenció que este tipo de camuflaje mediante contrailuminación era factible, generando interés en Gran Bretaña y Estados Unidos. Sin embargo, el equipo resultó ser voluminoso y delicado, lo que llevó a que ni la Marina Real Canadiense ni sus aliados decidieran implementarlo en producción.

## Camuflaje activo en animales

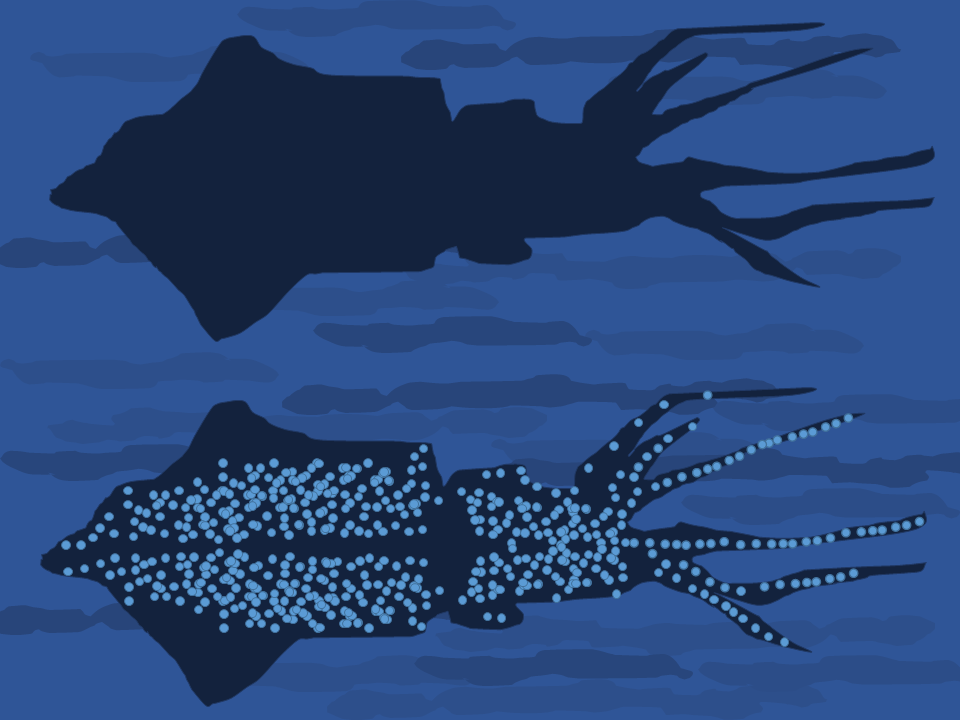
El principio del camuflaje por contrailuminación en el calamar. Cuando un depredador lo ve desde abajo, la luz del animal ayuda a que su brillo y color coincidan con la superficie del mar.

Una estrategia de camuflaje activo equivalente, conocida por los zoólogos como contrailuminación, es utilizada por muchos organismos marinos, incluidos peces, camarones y cefalópodos como el calamar de aguas medias, Abralia veranyi. La parte inferior está cubierta de pequeños fotóforos, órganos que producen luz. El calamar varía la intensidad de la luz según el brillo de la superficie del mar que se encuentra muy por encima, lo que proporciona un camuflaje eficaz al pintar la silueta del animal con luz.

## Proyecto de investigación de la Marina de los EE.UU.

### Objetivo
Las luces Yehudi fueron desarrolladas por la Marina de los EE. UU. para ayudar a contrarrestar la "amenaza" de los submarinos alemanes a los barcos aliados en el Atlántico Norte. El Director de Servicios Técnicos (DTS) de la Fuerza Aérea del Ejército de los Estados Unidos solicitó a la sección de camuflaje del Comité de Investigación de Defensa Nacional (NDRC) que desarrollara un método de camuflaje que permitiera a una aeronave de búsqueda marítima equipada con radar aproximarse a un submarino en la superficie con una antelación de 30 segundos al tiempo de vuelo antes de ser visto. Esto era para permitir que el avión lanzara sus cargas de profundidad antes de que el submarino pudiera sumergirse.
Los investigadores británicos habían descubierto que la cantidad de energía eléctrica necesaria para camuflar la parte inferior de un avión durante el día era prohibitiva, y que los proyectores de luz montados externamente (siguiendo el enfoque canadiense) perturbaban inaceptablemente la aerodinámica del avión.

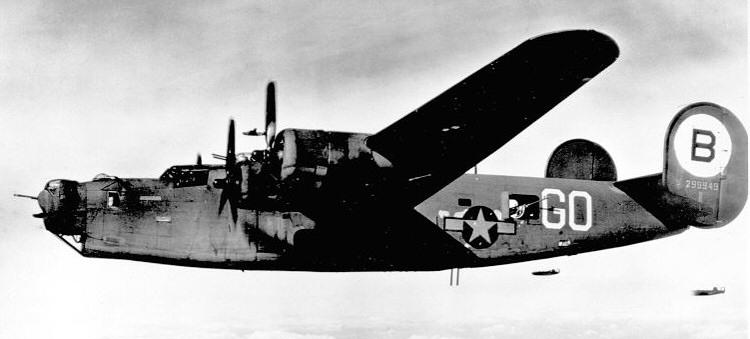
Las luces Yehudi se probaron en los B-24 Liberators desde 1943.

El DTS, y a través de él el NDRC, fueron informados, de acuerdo con las conclusiones canadienses, de que incluso un avión blanco normalmente aparecería oscuro contra el cielo. Se les dijo además que, si bien "iluminar" el avión (a la manera del camuflaje de iluminación difusa para barcos) podría en teoría hacerlo lo suficientemente brillante para que coincida con su fondo, eso requeriría una cantidad imposiblemente grande de energía eléctrica: pero estaba disponible una opción que consumía menos energía, a saber, usar luces orientadas hacia adelante y requerir que el avión volara a 3 grados de la línea directamente hacia el submarino, de modo que solo su frente contrailuminado estuviera de cara al enemigo.

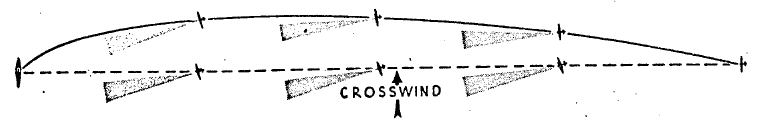
Trayectoria de vuelo de las luces Yehudi en viento cruzado para mantener conos de luz de 3 grados de ancho desde la nariz apuntando directamente al enemigo

Los pilotos observaron que si elegían un rumbo en línea recta para compensar el viento cruzado, el morro del avión no apuntaría directamente al enemigo, sino que podría estar, digamos, 20 grados desviado. Como era imposible hacer que los haces brillaran lo suficiente en un ángulo tan amplio, se instruyó a los pilotos para que mantuvieran la nariz apuntando directamente hacia el objetivo en todo momento, lo que resultó en una trayectoria de aproximación curva.
La NDRC estimó que las luces podrían espaciarse hasta aproximadamente 1,2 metros de distancia sin hacerse visibles como objetos individuales a una distancia de 2 millas (3,2 km). Sobre esta base, se calculó que un avión de gran tamaño como un bombardero B-24 Liberator podría camuflarse contra el cielo con un consumo de energía inferior a 500 vatios. La tecnología clave investigada bajo el mando de Yehudi fue, por tanto, el uso de luces orientadas hacia adelante para atacar aviones submarinos y de ataque.

### Prototipado terrestre

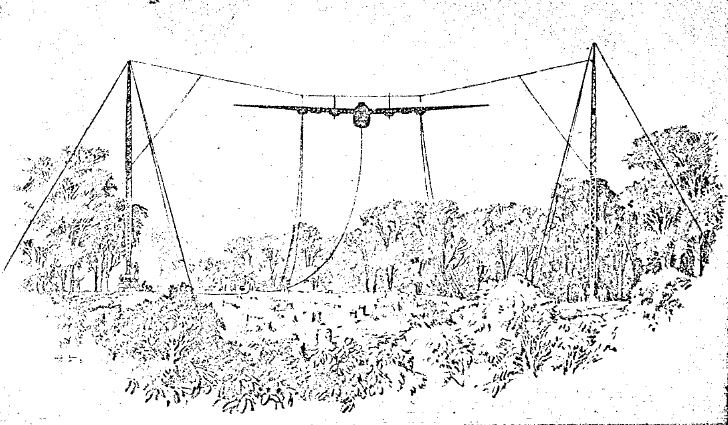
Prototipo de madera contrachapada de Yehudi Lights creado en el invierno de 1943 para demostrar el concepto de contrailuminación utilizando luces apuntadas hacia adelante en un B-24 Liberator.

Para mejorar la confianza en el enfoque, el proyecto fabricó un prototipo en forma de una silueta de madera contrachapada contrailuminada de un Libertador a tamaño real, suspendido de torres 30 metros en un punto donde pudiera verse desde un punto un poco por encima del nivel del mar 2 millas (3,2 km) de distancia a través de Oyster Bay, Long Island, de modo que fue visto principalmente sobre el agua como lo sería un avión de búsqueda marítima desde la torre de mando de un submarino. Estaba equipado con lámparas de haz sellado fabricadas por General Electric.
Las lámparas tenían reflectores para darles un haz estrecho de 3 grados horizontalmente y 6 grados verticalmente, para minimizar el consumo de energía para el brillo requerido. El brillo de las lámparas se podía controlar con una resistencia variable. Durante una prueba en el invierno de 1943, se seleccionó un día en el que la visibilidad fuera superior a 2 millas (3,2 km) y el viento no tan fuerte como para destruir el prototipo, los observadores pudieron ver claramente la 1 pulgada (2,5 cm)Se utilizaron cables de  de grosor para sostener el modelo, pero la silueta en sí era "completamente invisible" con las lámparas correctamente ajustadas.

### Ensayos de aeronaves
Por lo tanto, el proyecto Yehudi utilizó lámparas orientadas hacia adelante montadas en el morro del avión y en los bordes delanteros de las alas, o suspendidas debajo de las alas, cuyo brillo estaba controlado por un circuito que contenía un par de fotocélulas para que coincidiera con el brillo del cielo. Una fotocélula apuntaba al cielo y la otra a una lámpara auxiliar; el circuito ajustaba el brillo de la lámpara para que la salida de las dos fotocélulas fuera igual. Fue probado en los bombarderos torpederos Liberators, Avenger y una bomba planeadora de la Armada entre 1943 y 1945.
Al dirigir la luz hacia un observador (en lugar de hacia la piel del avión), el sistema proporcionó un camuflaje de contrailuminación eficaz y eficiente, más parecido al de los animales marinos como el calamar luciérnaga que al enfoque canadiense de iluminación difusa. El sistema nunca entró en servicio activo.

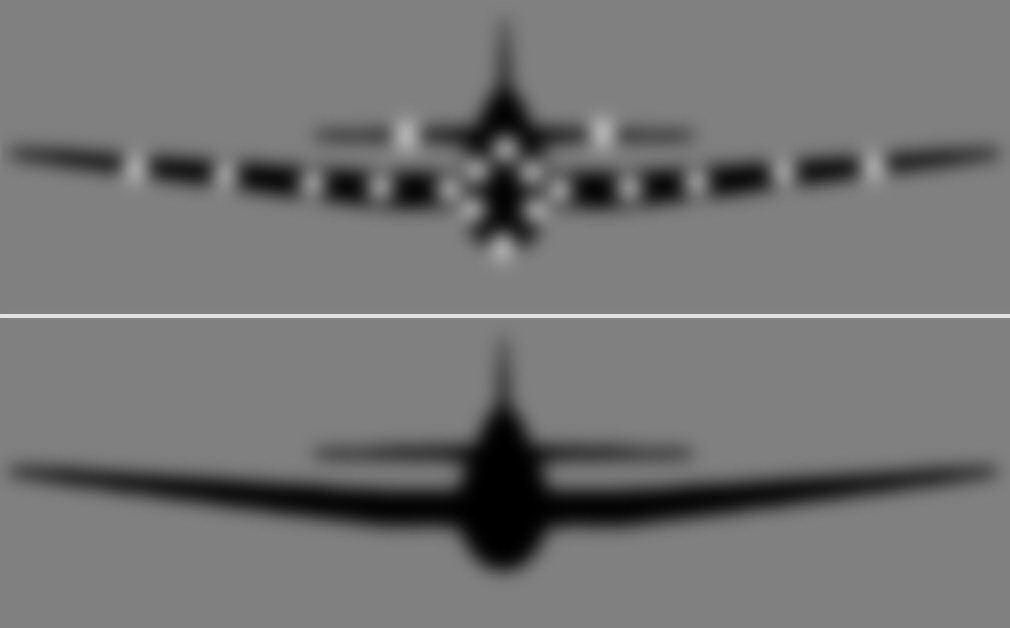
Las luces Yehudi aumentan el brillo promedio de un Grumman Avenger desde una forma oscura al mismo que el cielo.
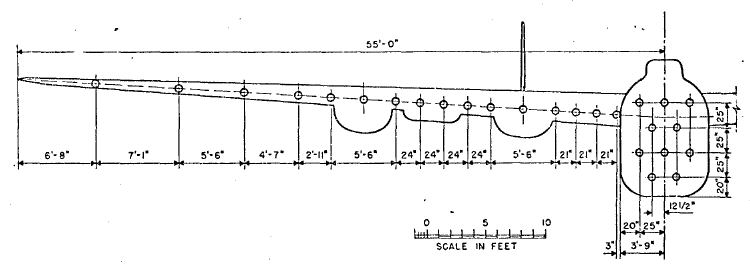
Plano de luces Yehudi para el camuflaje de contrailuminación de un B-24 Liberator, que muestra luces espaciadas a lo largo de los bordes de ataque y la parte delantera del fuselaje.

### Resultados
En 1945, un Grumman Avenger con luces Yehudi se acercó a 3000 yardas (2743,2 m) de un buque antes de ser avistado, cuando en las mismas condiciones se detectó un avión sin camuflar a una distancia de unas 12 millas (19,3 km) . Se observó en ese momento que esto obligaría al enemigo a renunciar al silencio del radar, lo que haría que los submarinos fueran fáciles de localizar pero más difíciles de abordar, o bien a que los observadores usaran binoculares continuamente. Como los binoculares 8x de la época tenían un campo de visión de sólo 5 grados, mientras que los submarinos enemigos en la superficie vigilaban con tres observadores, cada uno de los cuales tenía asignado un arco de 120 grados, el camuflaje se consideró efectivo.

## Desarrollos posteriores

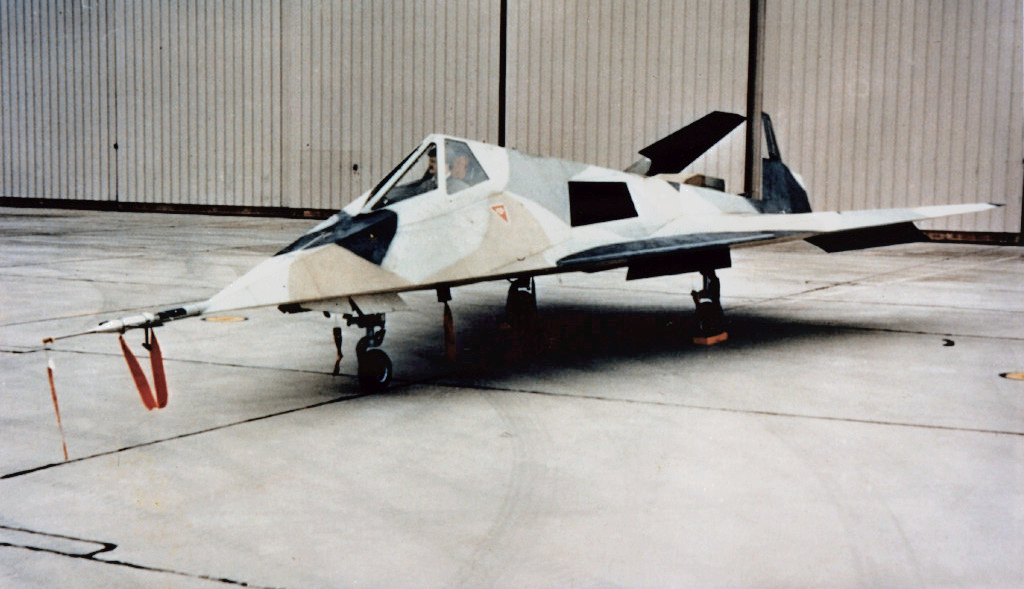
Un prototipo del caza furtivo Have Blue, c. 1977, que presenta una coloración disruptiva y un diseño facetado que minimiza su sección transversal de radar, pero sin luces Yehudi.

La capacidad de acercarse a un objetivo sin ser visto quedó obsoleta debido a los avances en el radar en las décadas de 1940 y 1950. Desde el desarrollo de la tecnología furtiva, las luces Yehudi han atraído un renovado interés, primero en 1973 cuando McDonnell Douglas investigó un avión de "ataque silencioso" para la Oficina de Investigación Naval, modificando el F-4 Phantom con luces Yehudi en su parte inferior, y más tarde en la década de 1970 cuando Skunk Works de Lockheed Martin fue contratado para desarrollar un prototipo de avión furtivo Have Blue, que ayudó a guiar el desarrollo del avión de ataque furtivo F-117A y el bombardero furtivo B-2.
El prototipo Have Blue fue camuflado de manera disruptiva para ocultar su forma de los espectadores ocasionales, y además fue construido con facetas en ángulo para reducir su sección transversal de radar. Se rechazó el uso de cualquier forma de camuflaje activo, ya sean luces Yehudi o emisiones de microondas.